# JUNB
JUNB‏ (JunB proto-oncogene, AP-1 transcription factor subunit) هوَ بروتين يُشَفر بواسطة جين JUNB في الإنسان.